# Meconema meridionale
Espèce
Meconema meridionale, le Méconème fragile, est un insecte orthoptère de la famille de Tettigoniidae.

## Dénominations
Meconema meridionale a été nommé par Achille Costa en 1860.
Synonyme : Meconema brevipenne Yersin, 1860.

## Distribution
En Europe occidentale, cette espèce est présente dans le sud de l'Allemagne, le sud de la Suisse; en France, dans le quart sud-est, la Corse, l'Alsace, la Haute-Marne, l'Île-de-France; très discrète, elle a aussi été découverte assez récemment dans presque toute la France, dans les pays voisins: Belgique, Hollande, Angleterre (soit qu'elle était restée inaperçue, soit qu'elle est en expansion vu le réchauffement climatique).

## Description

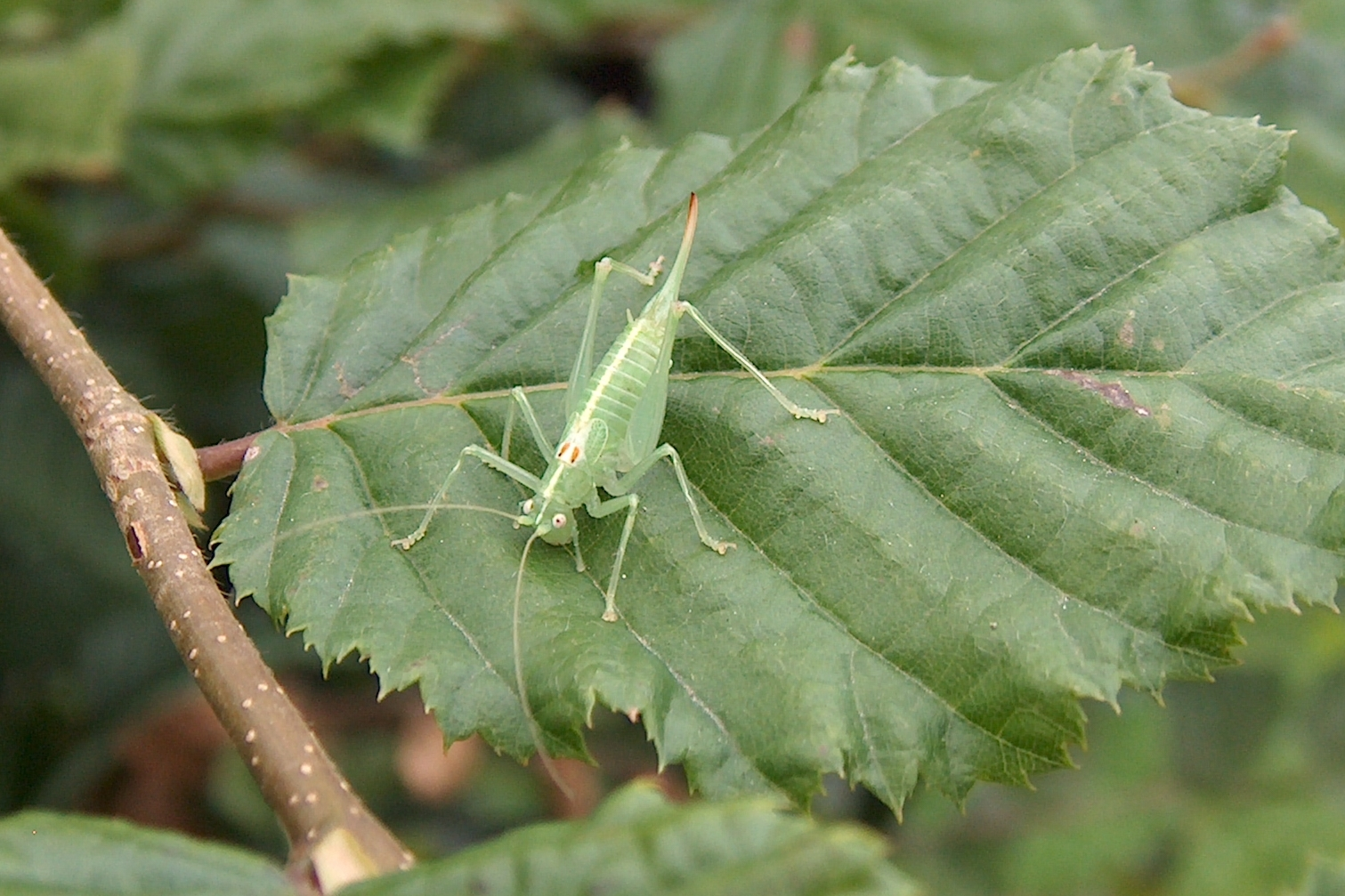
Meconema meridionale - femelle adulte

Cette sauterelle, de couleur vert clair, se distingue de l'espèce voisine Meconema thalassinum par ses ailes très réduites (l'imago conserve un aspect larvaire); l'oviscapte de la femelle, aussi en forme de sabre, est plus court (environ 7,5 mm), les deux cerques du mâle, aussi recourbés, sont plus longs (environ 4 mm).

## Habitat
Le Méconème fragile est arboricole : il vit dans le feuillage de divers arbres et arbustes (chênes, frênes, noisetiers, vignes; rosiers buissonnants, chèvrefeuilles etc. des parcs et des jardins), son mimétisme le rend difficile à observer.

## Comportement
Pendant le jour, il se dissimule sous la surface des feuilles, s'active la nuit, se nourrit de petits insectes (dont des pucerons) et de végétaux.
Incapable de striduler, le mâle se signale en tambourinant avec une patte postérieure sur une feuille par exemple, ce qui se traduit par une espèce de bourdonnement à peine audible. Souvent, il tambourine plusieurs fois de suite. Les adultes se montrent principalement en septembre-octobre. Cette espèce a des exigences nettement plus thermophiles que le Méconème tambourinaire ou M. varié (Meconema thalassinum), ce qui expliquerait sa présence dans des milieux urbains, généralement plus chauds que les campagnes environnantes.

## Galerie

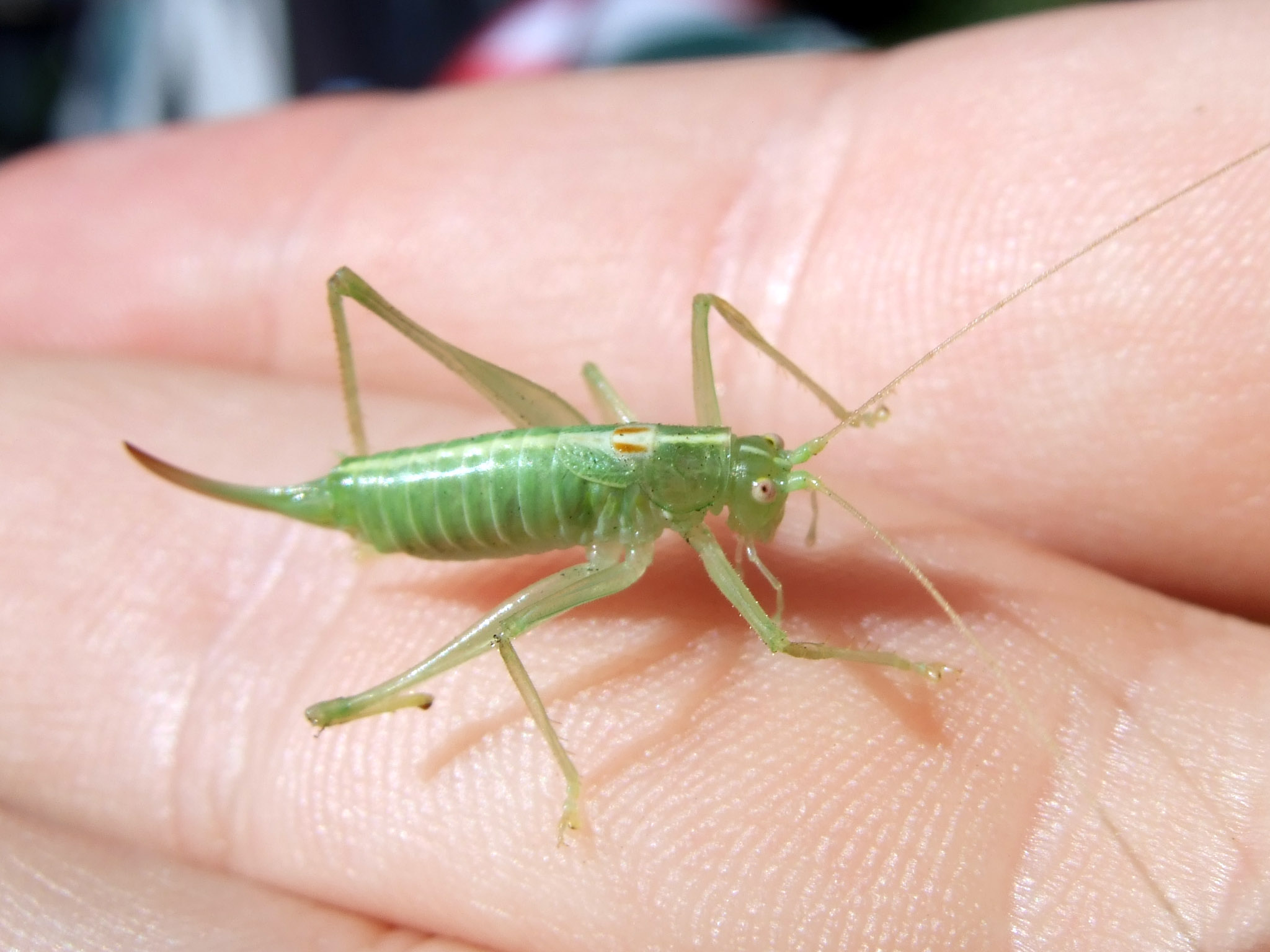
Meconema meridionale - femelle adulte

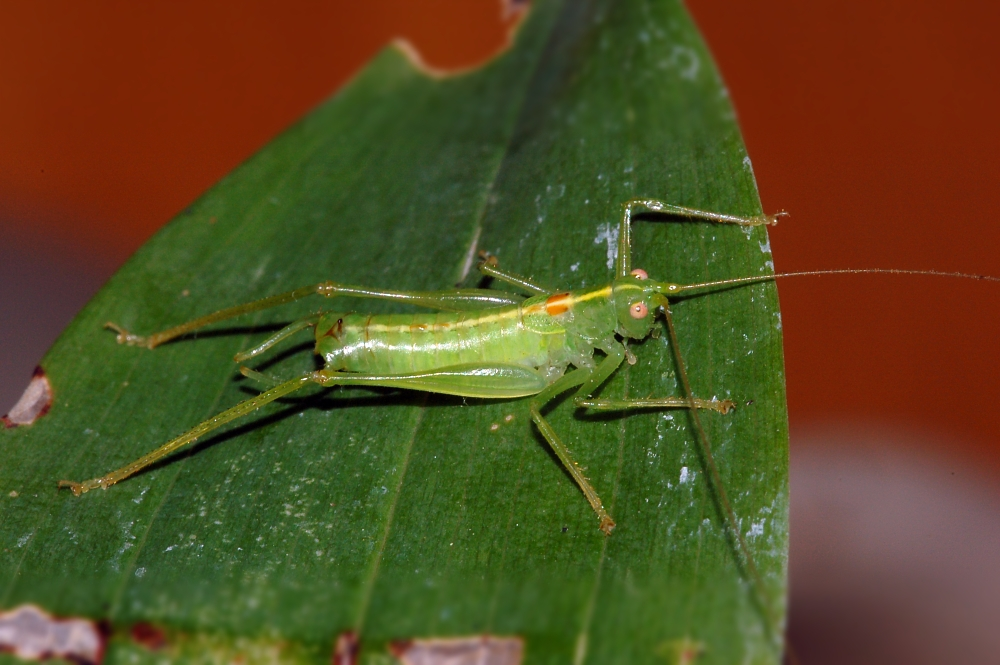
Meconema meridionale - mâle adulte